# Apeadero de Alcáçovas
El Apeadero de Alcazobas, también conocido como Estación de Alcazobas, es una infraestructura de la Línea de Alentejo, que sirve a parroquias con el mismo nombre, en el Distrito de Beja, en Portugal.

## Características

### Servicios
En enero de 2012, esta estación era utilizada por servicios Intercidades de la operadora Comboios de Portugal.

## Historia
El tramo entre Vendas Novas y Beja, en el cual esta plataforma se inserta, abrió a la explotación en el primer semestre de 1864.
En 1934, fueron autorizadas obras de modificación de las rasantes de las líneas en este apeadero.
Este apeadero estaba sin servicios ferroviarios a 10 de mayo de 2010, en virtud de un programa de remodelación de la Línea de Alentejo llevado a cabo por la Red Ferroviaria Nacional; no obstante, el 14 de junio del mismo año, el servicio regional entre Beja y Alcazobas fue retomado, siendo el recorrido entre este apeadero y las localidades de Évora y Casa Branca aseguradas por servicios de transporte.